# محمد أحمد فؤاد
محمد أحمد فؤاد روائي وشاعر مصري، وُلد بمحافظة كفر الشيخ عام 1991، وصلت مجموعته القصصية زعربانة إلى القائمة القصيرة لجائزة ساويرس عام 2017، وفاز ديوانه أناشيد الإغماء في المسابقة المركزية التي تنظمها الهيئة العامة لقصور الثقافة عام 2018. صدرت روايته الأولى فندق هيجسياس عام 2019، ووصلت إلى القائمة الطويلة لجائزة ساويرس عام 2021.

## أعماله المنشورة والمترجمة
- نُشرت قصيدتاه (أليس الحب كالإشفاق)، و(الزبيبة) مترجمتَين إلى اللغة الإنجليزية والإيطالية في مجموعة (كلام للشباب) الشعرية، التي أصدرها المعهد الثقافي الإيطالي بالقاهرة عام 2013.[1]
- شارك في ورشة (قصص القاهرة القصيرة) التي نظمها معهد جوته عام 2015، بالتعاون مع مؤسسة بنك التعمير الألماني، وجمعية ليتبروم وكانت قصته (عبث سماوي) ضمن القصص المرشحة لجائزة ليتبروم الألمانية.
- تُرجمت قصته القصيرة (جبّانة الذكريات) إلى الإنجليزية والإسبانية ونُشرت ضمن مشروع (قصص عربية) عام 2017.
- فازت قصيدته (مُنية المفلسين) بالمركز الأول في مسابقة شعر الفصحى التي نظمتها لجنة الشباب باتحاد كتاب مصر، عام 2017، دورة الشاعر محمد علي عبد العال.
- وصلت مجموعته القصصية (زعربانة) إلى القائمة القصيرة بجائزة ساويرس الثقافية - الدورة الثالثة عشرة - عام 2017.[2]
- فاز ديوانه (أناشيد الإغماء) في المسابقة الأدبية المركزية التي تنظمها الهيئة العامة لقصور الثقافة عام 2018.
- فازت قصيدته (في بلاط الخليفة) بالمركز الأول في مسابقة مؤسسة مصر للقراءة والمعرفة (فرع شعر العامية) دورة الأديب صبري موسى، عام 2018.
- فازت مجموعته القصصية (حياة بطعم الثلاثاء) بالمركز الأول في الدورة الأولى لمسابقة (الورداني) الأدبية عام 2021.
- نُشر عدد من مقالاته بمجلة (المحطة) الإلكترونية، ومجلة (أدب ونقد)، ومجلة (المسرح).

## مؤلفاته المنشورة
1- (رسول اللات): ديوان شعر، صدر عام 2014 عن دار كلمة للنشر والتوزيع.
2- (زِعرِبانة): مجموعة قصصية، صدرت عام 2016 عن الهيئة المصرية العامة للكتاب.
3- (أناشيد الإغماء): ديوان شعر، صدر عام 2018 عن الهيئة العامة لقصور الثقافة.
4- (فندق هيجسياس): رواية، صدرت عام 2019.
5- (يَلخ صَمع): رواية، صدرت عام 2022.